# Quintettes à cordes avec contrebasse de Boccherini

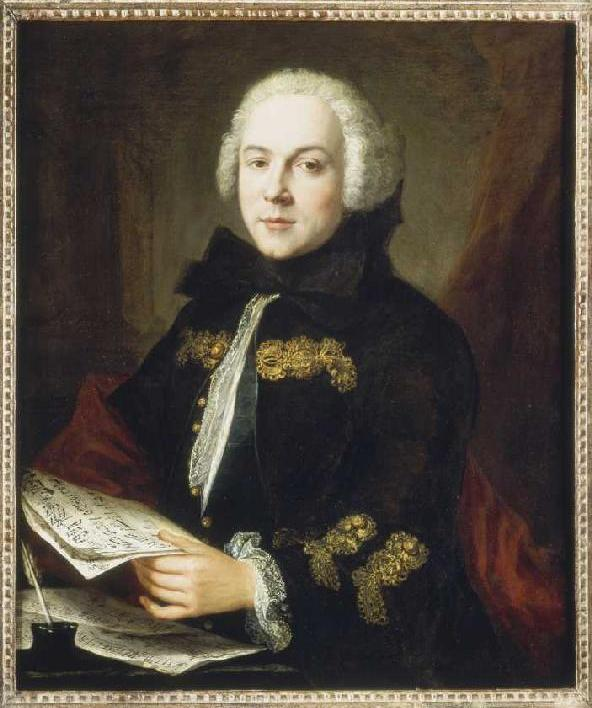
Portrait de Luigi Boccherini, 1764-68. Huile sur toile de Jean-Étienne Liotard. Collection privée, Budenheim, Allemagne.

Les quintettes à cordes avec contrebasse de Luigi Boccherini sont au nombre de trois. Réunis sous l'opus 39 dans son catalogue, ils sont composés entre janvier et mars 1787.

## Quintettes à cordes par numéro d'opus

### Opus 39 (1787)
- Quintette à cordes Op. 39 no 1 en si bémol majeur (G.337)

1. Andante lento
2. Allegro vivo
3. Tempo di Minuetto
4. Grave
5. Rondeau.Allegro non tanto
6. Minuetto

- Quintette à cordes Op. 39 no 2 en fa majeur (G.338)

1. Allegro vivo ma non presto
2. Adagio ma non tanto
3. Minuetto-Trio
4. Finale. Allegro vivo ma non presto

- Quintette à cordes Op. 39 no 3 en ré majeur (G.339)

1. Allegro vivo
2. Pastorale. Amoroso ma non lento
3. Finale. Presto

## Discographie
- Quintettes avec contrebasse op. 39 [G.337-339] - Ensemble 415, Chiara Banchini (mars 1990, Harmonia Mundi 901334) (OCLC 36779734)
- 3 String Quintets Op. 39, La Magnifica Comunità, Padoue-Italie, 2008, Brilliant Classics 94002